# Florence Symonds
Pour les articles homonymes, voir Symonds.
Pas d'image ? Cliquez ici

a Compétitions nationales et continentales officielles uniquement.

b Matchs officiels uniquement.
Dernière mise à jour le 10 juillet 2025.
Florence Symonds, née le 20 mai 2002 à Hong Kong (Chine), est une joueuse internationale canadienne de rugby à XV et internationale de rugby à sept. Elle évolue aux postes d'ailier ou centre. Elle joue avec l'équipe des Thunderbirds de l'UCB.

## Biographie
Florence Symonds naît à Hong Kong en Chine d'un père canadien. Elle est formée à la pratique du rugby à XV à Hong Kong et joue pour les Thunderbirds de l'Université de la Colombie-Britannique en 2023. 
Elle représente le Canada à la Coupe du monde de rugby à sept 2022 au Cap,, où son équipe termine à la sixième place après sa défaite contre les Fidji lors de la finale pour la cinquième place,.
Le 8 juillet 2023, elle fait ses débuts internationaux avec l'équipe du Canada de rugby à XV lors d'un test match contre la Nouvelle-Zélande à Ottawa,, où les Canadiennes s'inclinent 52 à 21,. À l'automne elle est retenu pour participer au WXV en Nouvelle-Zélande.
En 2024, elle se consacré au sept et aux Jeux olympiques, où les Canadiennes remportent la médaille d'argent. En septembre, elle est sélectionnée pour le WXV. De retour au pays, elle remporte le premier titre national de l'histoire des Thunderbirds.
En 2025, elle remporte la médaille de bronze lors du tournoi final du SVNS. Immédiatement après, elle rejoint l'équipe nationale à XV qui dispute la Pacific Four Series (deux titularisations),.

## Palmarès

### Rugby à sept
- Équipe du Canada :
- Deuxième aux Jeux olympiques en 2024.
- Troisième du Tournoi des États-Unis en 2025.

### Rugby à XV
- Vainqueur du Championnat universitaire du Canada en 2024.